# Carlo Franchi
Carlo Franchi, poznatiji pod pseudonimom Gimax (Milano, Italija, 1. siječnja 1938. − Busto Garolfo, Italija, 13. siječnja 2021.) je bio talijanski vozač automobilističkih utrka. 

## Vanjske poveznice
- Carlo Franchi - Driver Database
- Gimax - Stats F1
- All Results of Gimax - Racing Sport Cars